# Maria Rosa (film)
Maria Rosa è un film muto del 1916 diretto e prodotto da Cecil B. DeMille. Gli interpreti erano Geraldine Farrar e Wallace Reid. È il debutto cinematografico della Farrar (anche se il primo suo film a uscire nelle sale fu Carmen).

## Produzione
Il film fu prodotto dalla Paramount Pictures e dalla Jesse L. Lasky Feature Play Company.

## Distribuzione
Distribuito dalla Famous Players-Lasky Corporation, il film uscì nelle sale cinematografiche statunitensi il 7 maggio 1916. Ne venne curata una riedizione che uscì il 13 luglio 1919. All'estero, fu distribuito in Portogallo il 15 luglio 1919.
Copia del film viene conservata negli archivi dell'International Museum of Photography and Film at George Eastman House .

## Differenti versioni
Il lavoro originale di Àngel Guimerà venne adattato per lo schermo per la prima volta nel 1908, in un film spagnolo dallo stesso titolo. Conobbe, poi, negli anni varie e differenti versioni.
- María Rosa, regia di José María Codina e Fructuós Gelabert - (Spagna, 1908)
- Maria Rosa, regia di Cecil B. DeMille (Stati Uniti d'America, 1916)
- María Rosa, regia di Luis Moglia Barth - (Argentina, 1946)
- María Rosa, regia di Armando Moreno - (Spagna, 1965)